# Carlo Montano
Carlo Montano (Livorno, 25 settembre 1952) è un ex schermidore italiano, specializzato nel fioretto, ed in seguito anche dirigente sportivo. Ha vinto una medaglia d'argento nella scherma ai Giochi olimpici di Montreal del 1976.

## Biografia
Nipote di Aldo Montano, cugino di Mario Tullio Montano di Tommaso Montano e di Mario Aldo Montano e zio di Aldo Montano, Carlo è l'unico fiorettista di una grande famiglia di sciabolatori.
Cresciuto schermisticamente sotto la guida del maestro Athos Perone, ha fatto parte, come tutti i Montano, del Circolo Scherma Fides di Livorno.
Vinse una coppa del mondo nel 1977.
Fu uno degli ultimi fiorettisti a tirare a livello mondiale con l'impugnatura italiana.
Dal 2013 è presidente del Circolo Scherma Fides.

## Palmarès
In carriera ha ottenuto i seguenti risultati:

### Giochi olimpici
Individuale
A squadre
- Argento nel fioretto a Montréal 1976

### Mondiali
Individuale
- Argento nel fioretto a Grenoble 1974
- Bronzo nel fioretto a Buenos Aires 1977

A squadre
- Argento nel fioretto a Buenos Aires 1977
- Argento nel fioretto a Melbourne 1979
- Argento nel fioretto a Clermont-Ferrand 1981
- Bronzo nel fioretto a Budapest 1975
- Bronzo nel fioretto a Roma 1982

### Mondiali militari
Individuale
- Oro nel fioretto ad Rennes 1981
- Oro nel fioretto a Magglingen 1982

A squadre
- Oro nel fioretto ad Rennes 1981
- Oro nel fioretto a Magglingen 1982

### Universiadi
Individuale
A squadre
- Argento nel fioretto a Città del Messico 1979
- Bronzo nel fioretto a Sofia 1977

### Coppa del Mondo
Individuale
- nella classifica generale del fioretto 1976-77

### Campionati italiani
Individuale
- Oro nel fioretto nel 1971
- Oro nel fioretto a Pescara 1977
- Oro nel fioretto a Salerno 1978

A squadre